# Консультативний референдум Нідерландів щодо асоціації України і ЄС
Референдум Нідерландів про затвердження Угоди про асоціацію між Європейським Союзом та Україною або Консультативний референдум Нідерландів щодо асоціації України і ЄС відбувся в Нідерландах 6 квітня 2016 року. Референдум мав консультативний та коригувальний характер, і був анонсований Виборчою комісією Нідерландів після того, як 420 тисяч підписів за проведення такого референдуму було визнано дійсними. 6 квітня 2016 року 61 % відсоток виборців, що взяли участь в референдумі, проголосували проти затвердження угоди.

## Правова база
У Нідерландах більшість законів, які були затверджені владою, можуть бути виставлені на консультативний референдум. Процес організації референдуму складається з двох етапів. Протягом чотирьох тижнів організатори референдуму повинні зібрати 10 тисяч «попередніх запитів». Після того, як вимоги першого етапу виконані, встановлюється шеститижневий термін для збору 300 тисяч підписів за проведення референдуму. Голландський «Закон про консультативний коригуючий референдум» набув чинності 1 липня 2015 року, і референдум про затвердження Угоди про асоціацію між Європейським Союзом та Україною є першим, який зібрав необхідну кількість підписів.

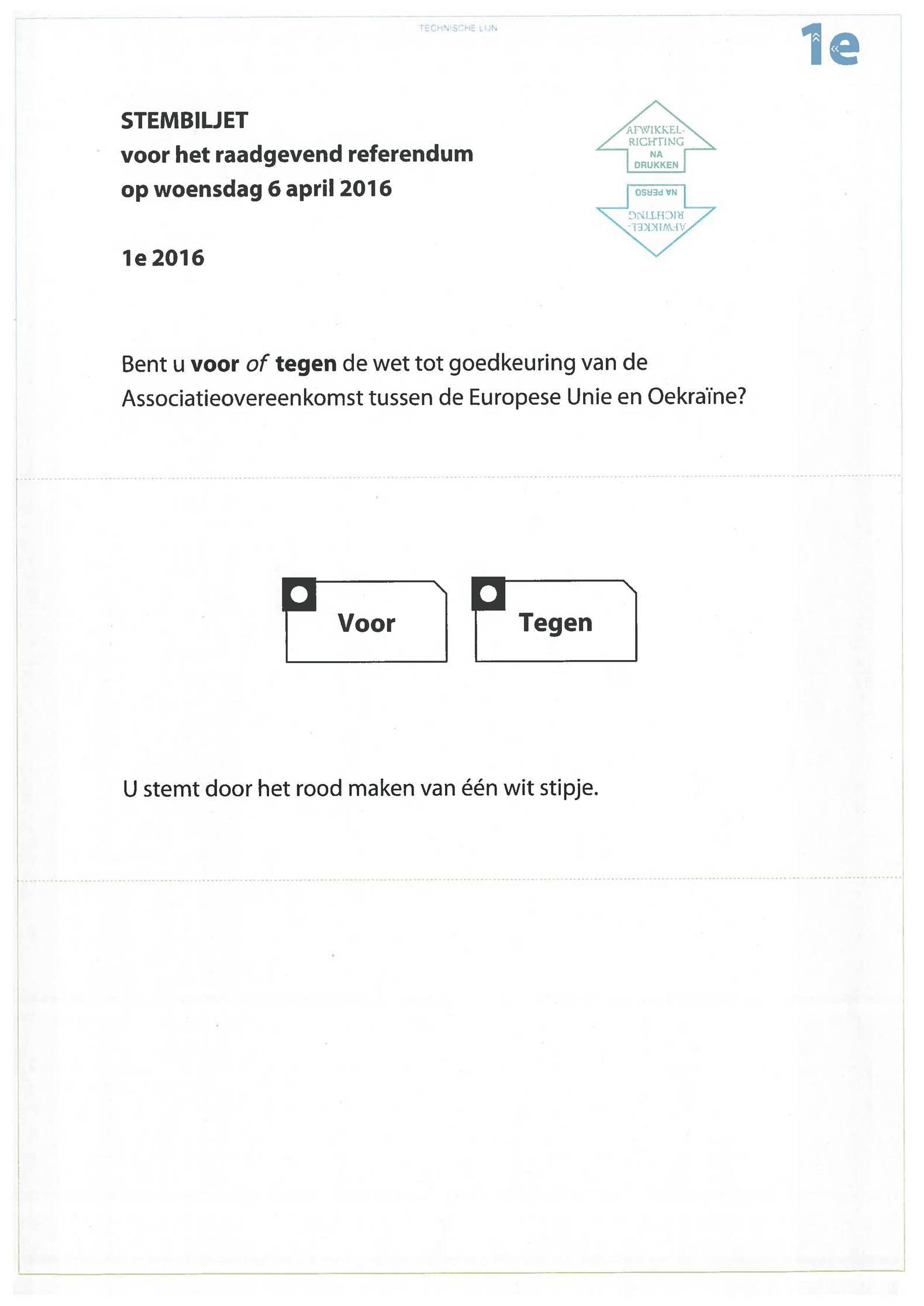
Бюлетень Консультативного референдуму Нідерландів щодо асоціації України і ЄС

Консультативний референдум Нідерландів визнається дійсним коли явка перевищує 30 % від загальної кількості виборців, з яких більшість (понад 50 %) визначає результат. Таким чином існувало три можливих результати референдуму:
- Явка виборців становить менше як 30 % — результати визнаються недійсними;
- Явка виборців перевищує 30 %, більшість підтримує Угоду про асоціацію;
- Явка виборців перевищує 30 %, більшість проти Угоди про асоціацію.

Оскільки Угода про асоціацію між Україною та Європейським Союзом вже була ратифікована Урядом Нідерландів, у випадку негативної відповіді нідерландців на консультативному референдумі Уряд може подати до парламенту законопроєкт або про денонсацію Угоди з Україною, або про її підтвердження. Своєю чергою, у випадку негативного результату референдуму парламентарі можуть проголосувати згідно з волею виборців, або ще раз підтримати Угоду про асоціацію.

### Передумови

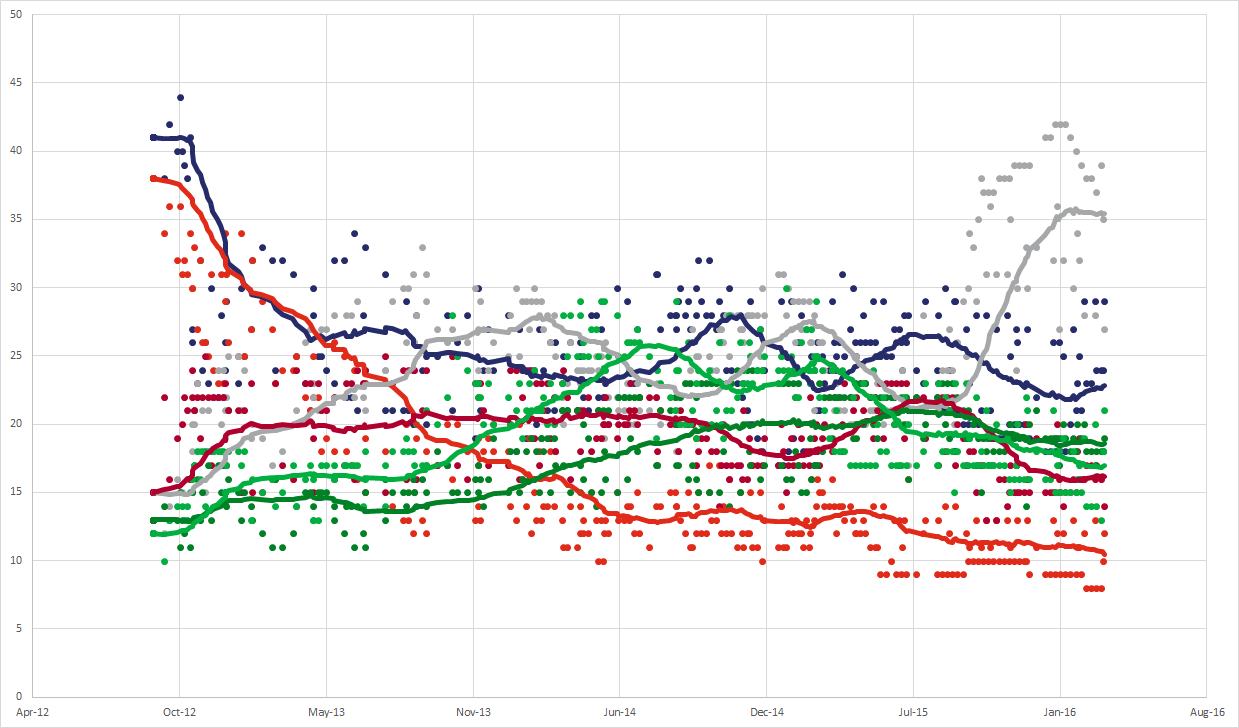
Сірим відмічно зростання рейтингу «Євроскептиків» (PPV), а червоним (PvdA) і синім (VVD) — падіння рейтингу коаліційного «Уряду Євроінтеграторів» з партій PvdA и VVD

## Організація референдуму

### Збір підписів
Зібрати необхідну кількість підписів вдалося завдяки інтенсивній онлайн-кампанії сатиричного блогу GeenStijl («Без стилю»), групи громадян Burgercomite EU («Комітет громадян ЄС») і євроскептичного мозкового центру Forum voor Democratie' («Форум для демократії»).
| Етап             | Термін       | Необхідно | Отримано | Визнано дійсними |
| ---------------- | ------------ | --------- | -------- | ---------------- |
| Попередній запит | Чотири тижні | 10 000    | 14 441   | 13 480           |
| Другий етап      | Шість тижнів | 300 000   | 472 849  | 427 939          |

Запит на проведення консультативного референдуму про акт затвердження Угоди про асоціацію між Україною та ЄС отримав понад 14 000 підписів на першому етапі, з яких 13 480 було визнано дійсними. У ході другого етапу було отримано понад 470 000 підписів, з яких 427 939 визнано дійсними. 14 жовтня 2015 року Виборча комісія Нідерландів підтвердила, що достатню кількість підписів було зібрано.

### Підготовка до проведення
Проведення референдуму було оскаржено громадянином Нідерландів Єруном де Крейком. За його думкою, електронна петиція щодо проведення референдуму не назбирала необхідну кількість підписів через неповні та неточні дані. Апеляційним судом було відхилено оскарження.
Виборчою радою Нідерландів було обрано дату проведення референдуму 6 квітня 2016 року.
На початку 2016 року Урядом Нідерландів було виділено 30 млн євро на проведення референдуму.

### Опитування громадської думки
| Дата проведення            | Опитування   | Кількість респондентів | За   | Проти | Не визначились                                                 | Різниця |
| -------------------------- | ------------ | ---------------------- | ---- | ----- | -------------------------------------------------------------- | ------- |
| 3—20 грудня 2015           | I&O Research | 3 490                  | 25 % | 41 %  | 34 %                                                           | 16 %    |
| 18—28 грудня 2015          | EenVandaag   | 27 151                 | 13 % | 51 %  | 13 % ймовірно «За», 23 % ймовірно «Проти»                      | 38 %    |
| 12—21 січня 2016           | I&O Research | 2 550                  | 31 % | 38 %  | 31 %                                                           | 7 %     |
| 1—7 лютого 2016            | Peil.nl      | Більше 3 000           | 40 % | 60 %  | n/a                                                            | 20 %    |
| 29 січня — 8 лютого 2016   | I&O Research | 2 388                  | 32 % | 38 %  | 30 %                                                           | 6 %     |
| 21—25 лютого 2016          | EenVandaag   | 29 650                 | 19 % | 30 %  | 22 % не визначилися, 14 % ймовірно «За», 15 % ймовірно «Проти» | 11 %    |
| 4—7 березня 2016           | I&O Research | 2 510                  | 33 % | 44 %  | 24 %                                                           | 11 %    |
| 13—20 березня 2016         | Peil.nl      | Більше 3 000           | 40 % | 60 %  | N/A                                                            | 20 %    |
| 25—28 березня 2016         | I&O Research | 2 382                  | 36 % | 47 %  | 18 %                                                           | 11 %    |
| 30 березня — 1 квітня 2016 | EenVandaag   | 27 253                 | 25 % | 40 %  | 13 % не визначилися, 11 % ймовірно «За», 12 % ймовірно «Проти» | 15 %    |

## Референдум
Консультативний референдум щодо асоціації України і ЄС відбувся на території Нідерландів 6 квітня 2016 року. Згідно з попередніми соцопритуваннями, виборці скоріш за все мали проголосувати проти ратифікації Урядом Нідерландів договору щодо асоціації України і ЄС.
Виборчі дільниці відкрились о 9 годині ранку 6 квітня 2016 року. Станом на 10 годину явка виборців склала 3 %, а на 13:00 все ще не перевищувала 7 %. До останнього найбільшою інтригою залишалося питання, чи перевищить явка 30 %, необхідних для того, щоб результати референдуму було визнано дійсними. О 9 годині вечора виборчі дільниці зачинилися, і перші результати екзит-полів були опубліковані. Згідно з розповсюдженою інформацією, нідерландці проголосували проти угоди, а явка перевищила 32 %.
12 квітня 2016 року Виборча комісія Нідерландів оприлюднила офіційні результати референдуму, згідно з якими проти угоди проголосували 2 509 395 виборців (61 %), за — 1 571 874 виборців (38,21 %), 32 344 бюлетенів були порожніми (0,79 %). Недійсними були визнані 0,92 % бюлетенів (38 тисяч голосів). У референдумі взяли участь 4 151 613 із загального числа 12 862 658 виборців. Явка склала 32,28 %, при необхідній мінімальній явці у 30 %.

## Реакції

### До проведення референдуму

#### ЄС
- На думку голови Європейської комісії Жана-Клода Юнкера, негативний результат референдуму буде вигідний Росії та може призвести «до континентальної кризи».[22]

#### Нідерланди
- Уряд Нідерландів заявив, що підтримує асоціацію України та ЄС. За словами прем'єр-міністра країни, угода корисна як для Європи, так і для Нідерландів. Урядом країни було заплановано провести кампанію на підтримку позитивної відповіді на референдумі[23].
- Після статті «Росія звинувачується в підпільному фінансуванні європейських партій»[24] у британському виданні «Дейлі телеграф» депутатами нідерландської партії D66 було направлено звернення до МЗС країни, в якому одним з пунктів було прохання роз'яснити, чи існують ознаки впливу на майбутній референдум щодо Угоди про асоціацію між Україною та ЄС з боку Росії?[25]
- Нідерландською політичною партією D66 запланована інформаційна компанія на підтримку України, яка пройде у 20 найбільших містах країни в останні три тижні перед референдумом[26].
- Депутат нижньої палати парламенту Нідерландів від партії D66 Кейс Ферхувен, який є одним з ключових лобістів Угоди про асоціацію з Україною, заявив, що Нідерланди не ратифікують асоціацію з Україною в разі негативного результату референдуму: «Якщо голосування скаже „ні“… Що ж, більшість парламентарів нідерландського парламенту вже підтвердили, що в цьому разі ми маємо поважати волю виборців. У цьому разі уряду доведеться піти до Європейської ради і пояснити, що Нідерланди більше не хочуть ратифікувати угоди. І тоді буде непроста задача для Європейського Союзу, що робити у цьому випадку»[27].

#### Україна
- МЗС України розробило план дій щодо популяризації України в Нідерландах. Планується, що за підтримкою нідерландської сторони буде проведена низка інформаційних і культурних заходів[28].

### Після оголошення результатів

#### Литва
- Після негативних результатів референдуму, Президент Литви Даля Грибаускайте звернулася до українців у відеозверненні, в якому закликала не втрачати надію та продовжувати працювати в напрямку інтеграції України в ЄС.[29]

#### Нідерланди
- Прем'єр-міністр Нідерландів Марк Рютте заявив, що Нідерланди не можуть продовжити ратифікацію Угоди про асоціацію між Україною та ЄС в умовах, коли більшість нідерландців проголосували проти цієї Угоди. Політик наголосив на необхідності консультацій з урядом Нідерландів, парламентом і «європейськими партнерами»[30].

#### Україна
- На думку Президента України Петра Порошенка результати референдуму в Нідерландах не стануть перешкодою на шляху євроінтеграції України. Президент пообіцяв, що Україна продовжить впроваджувати в життя Угоду про асоціацію та забезпечить створення поглибленої та всеохопної ЗВТ з ЄС[30].

#### Росія
- На думку Прем'єр-міністра РФ Дмитра Медведева, підсумки референдуму про асоціацію України з ЄС — індикатор ставлення європейців до української політичної системи[31].
- Міністр МЗС РФ Сергій Лавров та прессекретар Президента РФ Дмитро Пєсков заявили, що Росія ніяким чином не втручалася в питання референдуму[31].